# Yeonmi Parková
Yeonmi Parková (korejsky 박연미, Pak Jon-mi, anglický přepis: Park Yeon-mi; * 4. října 1993) je severokorejská aktivistka za lidská práva, která v roce 2007 emigrovala z Korejské lidově demokratické republiky do Čínské lidové republiky a v roce 2009 do Korejské republiky. V roce 2011 vystoupila v televizním pořadu Educational Broadcasting System (EBS), kde poprvé začala mluvit o své minulosti jak v Severní Koreji, tak o své cestě za svobodou.

## Život v Severní Koreji
Narodila se v Hjesanu, které od Číny dělí řeka Amnokkang. V 90. letech, kdy upadala ekonomika, zde začala velice rychle vzkvétat síť černého obchodu, a to právě díky své poloze. Do černého obchodu se zapojili i její rodiče. Během dětství patřila její rodina na severokorejské poměry k těm bohatším, ale to se změnilo poté, co byl její otec dopaden a uvězněn za ilegální obchod. Po uvěznění otce kleslo jejich sociální postavení ve společnosti.

## Útěk z Koreji a Číny
Poté, co se otec vrátil z vězení, se rodina rozhodla emigrovat do Číny. Její starší sestra Un-mi se rozhodla emigrovat dříve, protože nechtěla propásnout příležitost v době, kdy Yeonmi byla v nemocnici. Následujících pět let o sestře nevěděli. Po útěku z Koreje se v Číně museli skrývat, protože Čína severokorejské emigranty vydává zpět do Severní Koreje. V roce 2008 zemřel její otec na rakovinu, a tak spolu s matkou našly křesťanské misionáře, kteří pomáhali uprchlíkům dostat se do Mongolska. Parková a matka se úspěšně dostaly přes poušť Gobi až do Mongolska, kde je na hranicích zadrželi vojáci, a poté byly převezeny do uprchlického centra. V dubnu 2009 je vyzvedl zástupce jihokorejského velvyslanectví a odletěly do Soulu.

## Život v Korejské republice

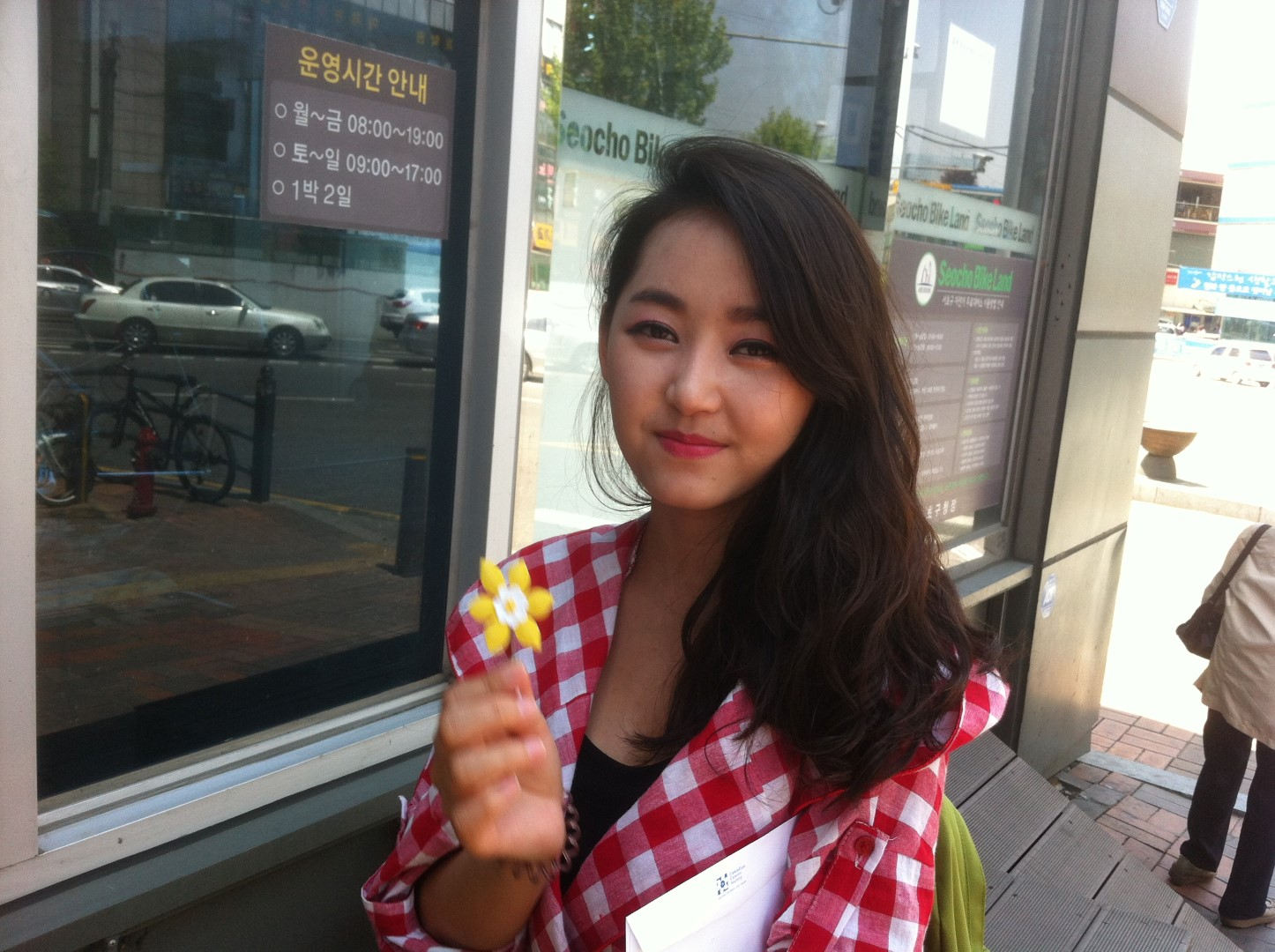
Yeonmi Parková v Jižní Koreji

Po příletu byla se svou matkou odvezená do Národního zpravodajského střediska, kde byly prověřovány, zdali nejsou podvodnice, zde byly dva měsíce a následně byly převezeny do integračního centra. Následně v Jižní Koreji dokončila základní a středoškolské vzdělání a byla přijata na univerzitu Tongguk v Soulu. Její matka našla práci a nakonec se shledaly i se sestrou Un-mi, která se dostala do Jižní Koreje přes Thajsko. O svém životě napsala knihu, která v češtině vyšla pod názvem Abych přežila.

## Lidskoprávní aktivismus
V Jižní Koreji píše a vystupuje jako aktivista, podává svědectví o své minulosti jak v Severní Koreji, tak i o své cestě do Číny a poté přes Mongolsko do Jižní Koreji. Stala se dobrovolnicí v křesťanské organizaci Youth With A Mission. Navštívila Spojené státy americké a Kostariku. USA kritizuje za politickou korektnost. Promlouvala také na summitu One Young World v Dublinu, na Oslo Freedom Forum nebo na 30. zasedání Organizace spojených národů ve Výboru pro lidská práva.